# جيرو دي سيسيليا 2021
جيرو دي سيسيليا 2021 (بالإيطالية: Giro di Sicilia 2021) هو سباق دراجات هوائية من فئة سباق المرحلة، وهو الموسم رقم 25 من جيرو دي سيسيليا، وأقيم خلال الفترة 28 سبتمبر 2021، وحتى 1 أكتوبر 2021، وهو أحد سباقات طواف أوروبا للدراجات 2021، وشارك فيه 138 متسابقاً ووصل إلى نهايته 84 متسابقاً.
فاز بالمركز الأول فينتشينزو نيبالي، وبالمركز الثاني أليخاندرو بالبيردي، وبالمركز الثالث Alessandro Covi ‏.

## الفرق
| فرق عالمية (5)- Trek-Segafredo - Movistar Team - Team DSM - Israel Start-Up Nation - UAE Team Emirates فرق برو (8)- 2021 أندروني جوكاتولي-سيدرمك ‏ - Bardiani CSF Faizanè - كاجا رورال-سيغوروس 2021 ‏ - فريق إيولو كوميت لركوب الدراجات 2021 ‏ - أوسكالتيل أوسكادي 2021 ‏ - غازبروم روسفيلو 2021 ‏ - Rally Cycling - 2021 ويلير تريستينا-سيل إيطاليا ‏ فرق قارية (7)- أموري وفيتا - برودير 2021 ‏ - D'Amico–UM Tools ‏ - جيوتي فيكتوريا سافيني ديو 2021 ‏ - MG.K vis Colors for Peace ‏ - كولباك-بالان 2021 ‏ - Sam–Vitalcare–Dynatek ‏ - Zalf Euromobil Fior ‏ |  |
| |  |

## المراحل
| قائمة المراحل | قائمة المراحل | قائمة المراحل                   | قائمة المراحل | قائمة المراحل | قائمة المراحل        | قائمة المراحل        |
| المرحلة       | التاريخ       | الدورة                          |               | المسافة (كم)  | الفائز بالمرحلة      | القائد العام         |
| ------------- | ------------- | ------------------------------- | ------------- | ------------- | -------------------- | -------------------- |
| مرحلة 1       | 28 سبتمبر     | أفولا – ليكاتا                  | مرحلة مستوية  | 179           | خوان سباستيان مولانو | خوان سباستيان مولانو |
| مرحلة 2       | 29 سبتمبر     | سيلينوس – مرسى الطين            | مرحلة مستوية  | 173           | خوان سباستيان مولانو | خوان سباستيان مولانو |
| مرحلة 3       | 30 سبتمبر     | ترميني إميرسي – كارونيا         | مرحلة جبلية   | 180           | أليخاندرو بالبيردي   | أليخاندرو بالبيردي   |
| مرحلة 4       | 1 أكتوبر      | سانتا أغاتا دي ميليتيلو – مصقلة | مرحلة جبلية   | 180           | فينتشينزو نيبالي     | فينتشينزو نيبالي     |

## النتيجة

### مرحلة 1
هي مرحلة بسيطة، أقيمت في 28 سبتمبر 2021، وامتدّت لمسافة 179 كيلومتر. فاز بالمرحلة خوان سباستيان مولانو، وكان متصدر الترتيب العام في نهاية المرحلة خوان سباستيان مولانو.
| التصنيف العام         | التصنيف العام             | التصنيف العام | التصنيف العام        | التصنيف العام |
| العداء                | العداء                    | البلد         | الفريق               | الوقت         |
| --------------------- | ------------------------- | ------------- | -------------------- | ------------- |
| 1                     | خوان سباستيان مولانو      | كولومبيا      | فريق الإمارات        | 4 س 37 د 11 ث |
| 2                     | فينتشنزو ألبانيز          | إيطاليا       | Eolo-Kometa          | + 4 ث         |
| 3                     | ماكسيميليانو ريتشيزي      | الأرجنتين     | فريق الإمارات        | + 6 ث         |
| 4                     | Matteo Zurlo ‏             | إيطاليا       | Zalf Euromobil Fior  | + 7 ث         |
| 5                     | Charles-Étienne Chrétien ‏ | كندا          | Rally Cycling        | + 8 ث         |
| 6                     | Davide Gabburo ‏           | إيطاليا       | Bardiani CSF Faizanè | + 9 ث         |
| 7                     | إيطاليا                   | MG.K Vis VPM  | + 9 ث                |               |
| 8                     | ماتيو موشيتي              | إيطاليا       | تريك سيغافريدو       | + 10 ث        |
| 9                     | Filippo Fiorelli ‏         | إيطاليا       | Bardiani CSF Faizanè | + 10 ث        |
| 10                    | ياكوب ماريكزكو            | إيطاليا       | Vini Zabù            | + 10 ث        |
| مصدر: ProCyclingStats |                           |               |                      |               |

### مرحلة 2
هي مرحلة بسيطة، أقيمت في 29 سبتمبر 2021، وامتدّت لمسافة 173 كيلومتر. فاز بالمرحلة خوان سباستيان مولانو، وكان متصدر الترتيب العام في نهاية المرحلة خوان سباستيان مولانو.
| التصنيف العام         | التصنيف العام             | التصنيف العام | التصنيف العام        | التصنيف العام |
| العداء                | العداء                    | البلد         | الفريق               | الوقت         |
| --------------------- | ------------------------- | ------------- | -------------------- | ------------- |
| 1                     | خوان سباستيان مولانو      | كولومبيا      | فريق الإمارات        | 9 س 02 د 42 ث |
| 2                     | ماتيو موشيتي              | إيطاليا       | تريك سيغافريدو       | + 14 ث        |
| 3                     | فينتشنزو ألبانيز          | إيطاليا       | Eolo-Kometa          | + 14 ث        |
| 4                     | ياكوب ماريكزكو            | إيطاليا       | Vini Zabù            | + 16 ث        |
| 5                     | ماكسيميليانو ريتشيزي      | الأرجنتين     | فريق الإمارات        | + 16 ث        |
| 6                     | Davide Gabburo ‏           | إيطاليا       | Bardiani CSF Faizanè | + 16 ث        |
| 7                     | Matteo Zurlo ‏             | إيطاليا       | Zalf Euromobil Fior  | + 17 ث        |
| 8                     | ديفيد دي لا كروز          | إسبانيا       | فريق الإمارات        | + 18 ث        |
| 9                     | Charles-Étienne Chrétien ‏ | كندا          | Rally Cycling        | + 18 ث        |
| 10                    | رومان بارديه              | فرنسا         | Team DSM             | + 19 ث        |
| مصدر: ProCyclingStats |                           |               |                      |               |

### مرحلة 3
هي مرحلة جبلية، أقيمت في 30 سبتمبر 2021، وامتدّت لمسافة 180 كيلومتر. فاز بالمرحلة أليخاندرو بالبيردي، وكان متصدر الترتيب العام في نهاية المرحلة أليخاندرو بالبيردي.
| التصنيف العام         | التصنيف العام       | التصنيف العام | التصنيف العام           | التصنيف العام  |
| العداء                | العداء              | البلد         | الفريق                  | الوقت          |
| --------------------- | ------------------- | ------------- | ----------------------- | -------------- |
| 1                     | أليخاندرو بالبيردي  | إسبانيا       | موفيستار                | 13 س 45 د 18 ث |
| 2                     | Alessandro Covi ‏    | إيطاليا       | فريق الإمارات           | + 7 ث          |
| 3                     | Jhonatan Restrepo ‏  | كولومبيا      | أندروني جوكاتولي-سيدرمك | + 9 ث          |
| 4                     | Davide Gabburo ‏     | إيطاليا       | Bardiani CSF Faizanè    | + 9 ث          |
| 5                     | رومان بارديه        | فرنسا         | Team DSM                | + 11 ث         |
| 6                     | بيترو فيلاسكو       | إيطاليا       | Gazprom-RusVelo         | + 13 ث         |
| 7                     | Mattia Bais ‏        | إيطاليا       | أندروني جوكاتولي-سيدرمك | + 13 ث         |
| 8                     | Alessio Martinelli ‏ | إيطاليا       | Colpack-Ballan          | + 13 ث         |
| 9                     | كريستيان سكاروني ‏   | إيطاليا       | Gazprom-RusVelo         | + 13 ث         |
| 10                    | فينتشينزو نيبالي    | إيطاليا       | تريك سيغافريدو          | + 13 ث         |
| مصدر: ProCyclingStats |                     |               |                         |                |

### مرحلة 4
هي مرحلة جبلية، أقيمت في 1 أكتوبر 2021، وامتدّت لمسافة 180 كيلومتر. فاز بالمرحلة فينتشينزو نيبالي، وكان متصدر الترتيب العام في نهاية المرحلة فينتشينزو نيبالي.

## التصنيف العام النهائي
| التصنيف العام         | التصنيف العام      | التصنيف العام | التصنيف العام           | التصنيف العام  |
| العداء                | العداء             | البلد         | الفريق                  | الوقت          |
| --------------------- | ------------------ | ------------- | ----------------------- | -------------- |
| 1                     | فينتشينزو نيبالي   | إيطاليا       | تريك سيغافريدو          | 18 س 09 د 50 ث |
| 2                     | أليخاندرو بالبيردي | إسبانيا       | موفيستار                | + 46 ث         |
| 3                     | Alessandro Covi ‏   | إيطاليا       | فريق الإمارات           | + 49 ث         |
| 4                     | Jhonatan Restrepo ‏ | كولومبيا      | أندروني جوكاتولي-سيدرمك | + 55 ث         |
| 5                     | رومان بارديه       | فرنسا         | Team DSM                | + 58 ث         |
| 6                     | بيترو فيلاسكو      | إيطاليا       | Gazprom-RusVelo         | + 59 ث         |
| 7                     | ثيمين أرينسمان     | هولندا        | Team DSM                | + 59 ث         |
| 8                     | لورينزو فورتوناتو  | إيطاليا       | Eolo-Kometa             | + 59 ث         |
| 9                     | Niklas Eg ‏         | الدنمارك      | تريك سيغافريدو          | + 59 ث         |
| 10                    | Simone Ravanelli ‏  | إيطاليا       | أندروني جوكاتولي-سيدرمك | + 1 د 03 ث     |
| مصدر: ProCyclingStats |                    |               |                         |                |

### تصنيف النقاط
| تصنيف النقاط          | تصنيف النقاط         | تصنيف النقاط | تصنيف النقاط            | تصنيف النقاط |
| العداء                | العداء               | البلد        | الفريق                  | النقاط       |
| --------------------- | -------------------- | ------------ | ----------------------- | ------------ |
| 1                     | خوان سباستيان مولانو | كولومبيا     | فريق الإمارات           | 24 نقطة      |
| 2                     | أليخاندرو بالبيردي   | إسبانيا      | موفيستار                | 23 نقطة      |
| 3                     | Alessandro Covi ‏     | إيطاليا      | فريق الإمارات           | 18 نقطة      |
| 4                     | رومان بارديه         | فرنسا        | Team DSM                | 16 نقطة      |
| 5                     | Jhonatan Restrepo ‏   | كولومبيا     | أندروني جوكاتولي-سيدرمك | 15 نقطة      |
| 6                     | فينتشينزو نيبالي     | إيطاليا      | تريك سيغافريدو          | 12 نقطة      |
| 7                     | بيترو فيلاسكو        | إيطاليا      | Gazprom-RusVelo         | 11 نقطة      |
| 8                     | Simone Ravanelli ‏    | إيطاليا      | أندروني جوكاتولي-سيدرمك | 10 نقطة      |
| 9                     | فينتشنزو ألبانيز     | إيطاليا      | Eolo-Kometa             | 10 نقطة      |
| 10                    | ماكسيميليانو ريتشيزي | الأرجنتين    | فريق الإمارات           | 8 نقطة       |
| مصدر: ProCyclingStats |                      |              |                         |              |

### تصنيف الجبال
| تصنيف الجبال          | تصنيف الجبال       | تصنيف الجبال     | تصنيف الجبال    | تصنيف الجبال |
| العداء                | العداء             | البلد            | الفريق          | النقاط       |
| --------------------- | ------------------ | ---------------- | --------------- | ------------ |
| 1                     | كريستيان سكاروني ‏  | إيطاليا          | Gazprom-RusVelo | 45 نقطة      |
| 2                     | أليخاندرو بالبيردي | إسبانيا          | موفيستار        | 32 نقطة      |
| 3                     | بن كينج            | الولايات المتحدة | Rally Cycling   | 30 نقطة      |
| 4                     | فينتشينزو نيبالي   | إيطاليا          | تريك سيغافريدو  | 30 نقطة      |
| 5                     | Alessandro Covi ‏   | إيطاليا          | فريق الإمارات   | 21 نقطة      |
| 6                     | ديفيد دي لا كروز   | إسبانيا          | فريق الإمارات   | 21 نقطة      |
| 7                     | لورينزو فورتوناتو  | إيطاليا          | Eolo-Kometa     | 19 نقطة      |
| 8                     | كريس هاميلتون      | أستراليا         | Team DSM        | 19 نقطة      |
| 9                     | رومان بارديه       | فرنسا            | Team DSM        | 12 نقطة      |
| 10                    | أنطونيو نيبالي     | إيطاليا          | تريك سيغافريدو  | 12 نقطة      |
| مصدر: ProCyclingStats |                    |                  |                 |              |

## تصانيف فرعية

### تصنيف أفضل شاب
| تصنيف أفضل شاب        | تصنيف أفضل شاب      | تصنيف أفضل شاب | تصنيف أفضل شاب                | تصنيف أفضل شاب |
| العداء                | العداء              | البلد          | الفريق                        | الوقت          |
| --------------------- | ------------------- | -------------- | ----------------------------- | -------------- |
| 1                     | Alessandro Covi ‏    | إيطاليا        | فريق الإمارات                 | 18 س 10 د 39 ث |
| 2                     | ثيمين أرينسمان      | هولندا         | Team DSM                      | + 10 ث         |
| 3                     | لورينزو فورتوناتو   | إيطاليا        | Eolo-Kometa                   | + 10 ث         |
| 4                     | Mattia Bais ‏        | إيطاليا        | أندروني جوكاتولي-سيدرمك       | + 1 د 30 ث     |
| 5                     | Omer Goldstein ‏     | إسرائيل        | Israel Start-Up Nation        | + 2 د 33 ث     |
| 6                     | Sergio Martín ‏      | إسبانيا        | Caja Rural-Seguros RGA        | + 3 د 39 ث     |
| 7                     | دانيال مونيوث       | كولومبيا       | أندروني جوكاتولي-سيدرمك       | + 3 د 56 ث     |
| 8                     | Alessio Martinelli ‏ | إيطاليا        | Colpack-Ballan                | + 4 د 30 ث     |
| 9                     | راؤول كولومبو ‏      | إيطاليا        | Work Service-Marchiol-Dynatek | + 5 د 17 ث     |
| 10                    | كريستيان سكاروني ‏   | إيطاليا        | Gazprom-RusVelo               | + 10 د 21 ث    |
| مصدر: ProCyclingStats |                     |                |                               |                |

## وصلات خارجية
- الموقع الرسمي
- لمحة عن سباق جيرو دي سيسيليا 2021 على موقع  ProCyclingStats   (برو  سايكلنج  ستاتس) - إحصاءات  محترفي  الدراجات.
- جيرو دي سيسيليا 2021 على موقع إحصائيات الدراجات الإحترافية (الإنجليزية)